# 낙동강 자전거길
낙동강 자전거길은 안동댐과 부산광역시 낙동강하구둑 부산 사하구 하단동  을숙도를 잇는 자전거도로이다. 기존 한강공원등 서울특별시, 구리시, 남양주시가 조성한 한강 자전거도로, 남한강 자전거길과 새재 자전거길로 연결되어 남한지역을 종단할 수 있다.
2012년 4월 22일에 전구간 개통되었다.

## 같이 보기
- 한강공원
- 경인아라뱃길
- 남한강 자전거길
- 새재 자전거길